# ستارو سلو (استان لووچ)
ستارو سلو (به بلغاری: Staro Selo) یک منطقهٔ مسکونی در بلغارستان است که در شهرستان ترویان واقع شده‌است.